# Tiffany Hines
Tiffany Hines (Cincinnati, 2 settembre 1983) è un'attrice, modella e ballerina statunitense, meglio conosciuta per aver recitato in Beyond the Break - Vite sull'onda in cui ha ricoperto il ruolo di Birdie Scott dal 2006 al 2009. Nel 2010 è stata scelta per interpretare Jaden in Nikita. Nel 2014 ha interpretato Didi Miller in Devious Maids - Panni sporchi a Beverly Hills.

## Biografia
Tiffany Hines è nata e cresciuta a Cincinnati, Ohio, dove si è laureata all'Università di Cincinnati. Prima di debuttare sul piccolo schermo ha lavorato come modella ed ha vinto diversi competizioni di danza di diversi generi: ballo classico, jazz, moderno e hip-hop.

## Filmografia

### Cinema
- The Winged Man, regia di Marya Mazor - cortometraggio (2008)
- Dandelion Dharma, regia di Veronica DiPippo - cortometraggio (2009)
- Perfect Combination, regia di Trey Haley (2010)
- The Dark Party, regia di Kadeem Hardison (2013)
- Black Coffee, regia di Mark Harris (2014)
- Toxin, regia di Jason Dudek (2015)

### Televisione
- Grey's Anatomy – serie TV, episodi 2x26-2x27 (2006)
- Heroes – serie TV, episodio 1x09 (2006)
- Criminal Minds – serie TV, episodio 2x16 (2007)
- Shark Swarm - Squali all'attacco (Shark Swarm), regia di James A. Contner - film TV (2008)
- Miss Guided – serie TV, episodio 1x01 (2008)
- This Can't Be My Life – serie TV, episodio 1x01 (2008)
- CSI - Scena del crimine (CSI: Crime Scene Investigation) – serie TV, episodio 9x08 (2008)
- Lincoln Heights – serie TV, episodi 3x08-3x09 (2008)
- Meteor - Distruzione finale (Meteor) – serie TV, episodi 1x01-1x02 (2009)
- Beyond the Break - Vite sull'onda (Beyond the Break) – serie TV, 36 episodi (2006-2009)
- Secret Girlfriend – serie TV, episodi 1x06-1x11-1x12 (2009)
- Bones – serie TV, 6 episodi (2009-2012)
- 10 cose che odio di te (10 Things I Hate About You) – serie TV, episodi 1x12-1x19-1x20 (2010)
- Lie to Me – serie TV, episodio 2x21 (2010)
- Nikita – serie TV, 20 episodi (2010-2011)
- 90210 – serie TV, 6 episodi (2011-2012)
- Americana, regia di Phillip Noyce – film TV (2012)
- Devious Maids - Panni sporchi a Beverly Hills (Devious Maids) – serie TV (2014)
- Rush – serie TV, 2 episodi (2014)
- The Other Hef – serie TV, 4 episodi (2014)
- Backstrom – serie TV, 1 episodio (2015)
- Stalker – serie TV, 1 episodio (2015)
- Stitchers – serie TV, 6 episodi (2015)
- Differenze d'amore (Bound & Babysitting), regia di Savage Steve Holland – film TV (2015)
- Finché morte non ci separi (He Loved Them All), regia di Jake Helgren – film TV (2018)
- Magnum P.I. - serie TV, episodio 4x18 (2022)
- The Guardians of Justice – serie TV (2022)

## Doppiatrici italiane
Nelle versioni in italiano delle opere in cui ha recitato, Tiffany Hines è stata doppiata da:
- Alessia Amendola in Nikita, Blackstorm, Stalker
- Perla Liberatori in Beyond the Break - Vite sull'onda, 90210
- Francesca Manicone in Lie to Me, Magnum P.I. (s.1)
- Domitilla D'Amico in Devious Maids - Panni sporchi a Beverly Hills
- Benedetta Degli Innocenti in Rush, Differenze d'amore
- Veronica Puccio in Meteor - Distruzione finale
- Alessandra Sani in 10 cose che odio di te
- Eva Padoan in Stitchers
- Letizia Ciampa in Bones
- Mattea Serpelloni in Magnum P.I. (s.4)
- Chiara Leoncini in The Guardians of Justice